# Chessy, Seine-et-Marne
Chessy (franskt uttal: [ʃɛsi]
 ( lyssna)) är en kommun i departementet Seine-et-Marne i regionen Île-de-France i norra Frankrike. Kommunen ligger i kantonen Serris som tillhör arrondissementet Torcy. Den ligger i sektor 4 Val d'Europe i Ville nouvelle Marne-la-Vallée, cirka 35 kilometer öster om Paris, längs motorvägen A4. Chessy ingår också i den historiska regionen Brie. År 2022 hade Chessy 7 242 invånare.
Merparten av Disneyland Paris område ligger inom denna kommun.

## Befolkningsutveckling
| Befolkningsutvecklingen i Chessy 1968–2021 | Befolkningsutvecklingen i Chessy 1968–2021 | Befolkningsutvecklingen i Chessy 1968–2021 | Befolkningsutvecklingen i Chessy 1968–2021 | Befolkningsutvecklingen i Chessy 1968–2021 |
| ------------------------------------------ | ------------------------------------------ | ------------------------------------------ | ------------------------------------------ | ------------------------------------------ |
|                                            |                                            |                                            |                                            |                                            |
| År                                         |                                            |                                            | Folkmängd                                  |                                            |
| 1968                                       | 1968                                       |                                            | 462                                        |                                            |
| 1975                                       | 1975                                       |                                            | 582                                        |                                            |
| 1982                                       | 1982                                       |                                            | 760                                        |                                            |
| 1990                                       | 1990                                       |                                            | 1 124                                      |                                            |
| 1999                                       | 1999                                       |                                            | 1 667                                      |                                            |
| 2007                                       | 2007                                       |                                            | 3 438                                      |                                            |
| 2015                                       | 2015                                       |                                            | 5 131                                      |                                            |
| 2021                                       | 2021                                       |                                            | 6 875                                      |                                            |